# Konrád II. Ota
Konrád II. Ota (1136/1141 – 9. září 1191 u Neapole) byl český kníže (1182 a 1189–1191) a markrabě moravský (1182–1189). Konrád pocházel z dynastie Přemyslovců, jeho otcem byl kníže znojemského údělu Konrád II., matkou Marie Srbská, dcera srbského župana Uroše Bílého. Jeho sestrou byla polská kněžna Helena Znojemská.
Původně se jmenoval pouze Konrád a v Čechách vždy vystupoval pouze pod tímto jménem. Druhé jméno získal během pobytu v cizině a používal je mimo knížectví. Byl vzdělaný a zkušený v diplomacii, ale k dosažení cíle neváhal používat i tvrdé prostředky.

## Vláda v moravských údělech
Po smrti otce roku 1162 převzal Konrád Ota vládu ve znojemském údělu a jeho moc začala rychle vzrůstat. V roce 1173 mu připadl také brněnský úděl, to znamená, že jeho državy zabíraly již polovinu Moravy (zatím mu nepatřilo Olomoucko), kterou bylo stále složitější kontrolovat z Prahy. Dobře se zorientoval v komplikovaných vztazích mezi početnými Přemyslovci, a stal se důležitým činitelem v jejich bojích o pražský trůn. V červnu 1178 spolu s rakouským vévodou Leopoldem vpadl na Olomoucko a pokusil se dokonce dobýt i Olomoucký hrad. Když pomohl pražskému knížeti Bedřichovi udržet si trůn proti dalším kandidátům, očekával, že by za odměnu mohl získat Olomoucko. Ovšem nestalo se tak (Bedřich se rozhodl spravovat tento úděl sám) a Konrád Ota začal pomýšlet na odplatu.
Příležitost se naskytla roku 1182, kdy velmoži povstali proti neoblíbenému Bedřichovi a na pražský trůn povolali energického Konráda Otu. Bedřich uprchl do říše k císaři Fridrichu I. Barbarossovi, který jako lenní pán pozval znesvářené strany na říšský sněm do Řezna. Jak vypráví kronikář Jarloch, Čechové se nejprve odmítali dostavit, ale potom dali na čísi radu a před císaře předstoupili. Císař tvrdě zasáhl a zastrašil přítomné Čechy.
| „         | ...širočin veliké množství rozkázal přinésti, jakoby je chtěl odpraviti. Když tito k nohoum jeho se uvrhli, za prominutí prosili a nutnosť změnivše za vůli přijali Fridricha za pána a knížete opět a s ním se do Prahy vrátili, za veliký majíce to zisk jak sami tak Kunrat, že z provinění uražené velebnosti nejsou pokutováni. Tak moudrý císař spiknutí odbojných moudře potlačil a onomu Čechy navrátil, tomuto však s Moravou za vděk vzíti poručil. | “ |
| — Jarloch | |   |

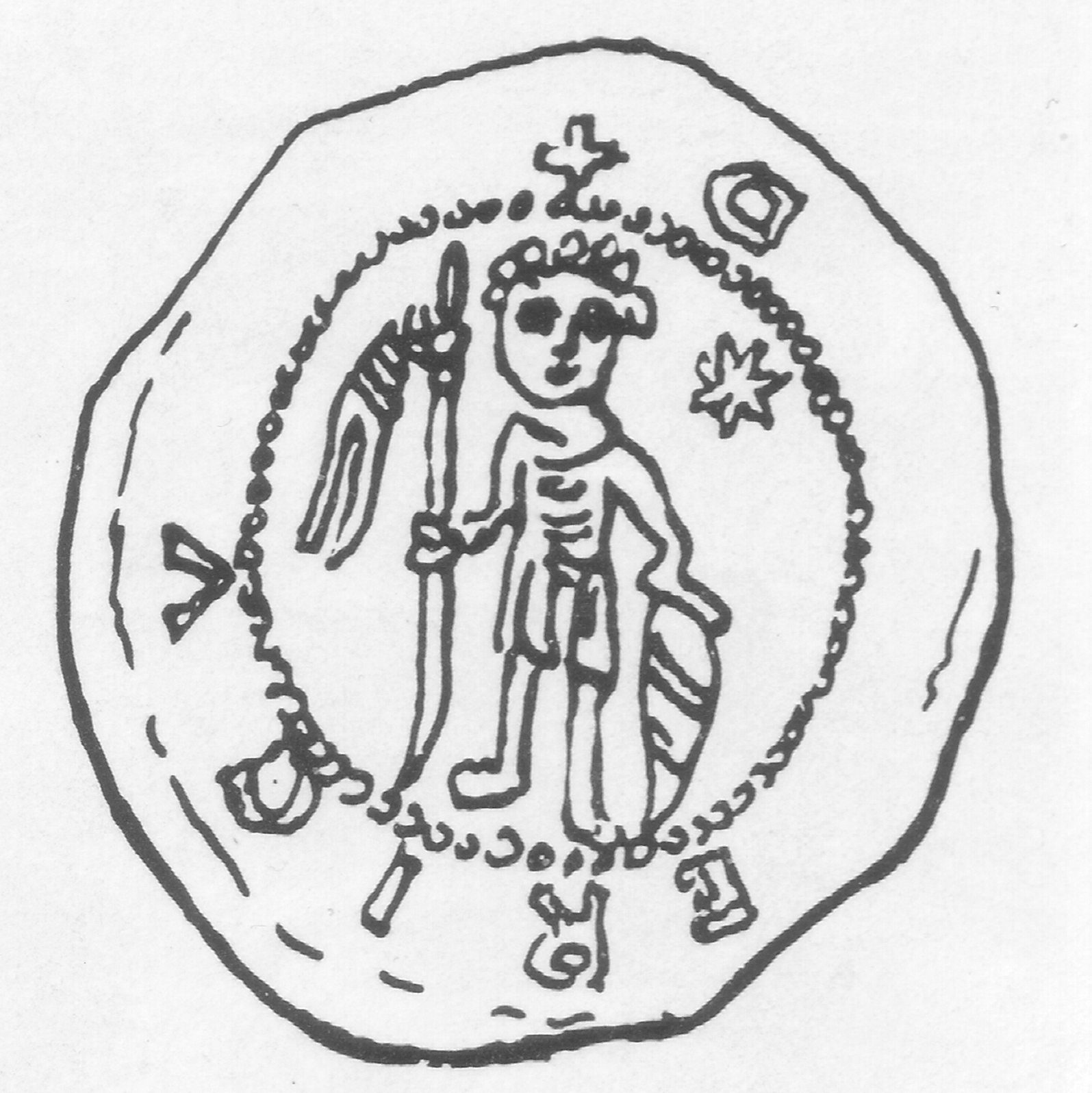
Pečeť knížete Bedřicha (August Sedláček)

Toto rozdělení Čech a Moravy mezi Bedřicha a Konráda Otu rozhodně nelze chápat jako osamostatnění Moravy a ani jako její přímé podřízení Říši.

## Moravský markrabě
Konrád Ota se od té doby tituloval jako moravský markrabí a usiloval o nezávislost na pražském knížeti. Proto historici často vykládali události řezenského sněmu jako státoprávní akt, jímž Fridrich Barbarossa zřídil moravské markrabství, které vyjmul z pravomoci českých knížat a podřídil je říši. To však nebylo přímo řečeno. V každém případě císař jen přilil v situaci závažných rozporů mezi Přemyslovci pověstný olej do ohně. Nebezpečí, že se jednotný český stát rozpadne, jako se tomu stalo například v Polsku nebo na Rusi, sílilo.
Bedřich společně se svým nevlastním bratrem Přemyslem (pozdějším Přemyslem Otakarem I.) hodlali zasáhnout proti přílišné samostatnosti moravského markraběte Konráda Oty a vytáhli na Moravu. Tvrdě poplenili Brněnsko i Znojemsko. Roku 1185 došlo u Loděnice snad k nejhorší bitvě mezi Čechy a Moravany v dějinách. Vítězem se stal Přemysl, ale jeho vojsko utrpělo takové ztráty, že místo aby pronásledoval poražené, vrátil se nazpět do Čech.
| „         | Padloť jich v této srážce z panstva českého a moravského mnoho na počet a tolik, že když potom pohřbíváni byli, do jedné jámy deset nebo patnáct až i na dvadcet jich vházeno, a tak zasypáno zemí a kamením. | “ |
| — Jarloch | |   |

Poté se Konrád Ota rozhodl, že bude raději s knížetem Bedřichem vyjednávat. Na jednáních v Kníně zřejmě uznal svrchovanost pražského knížete nad Moravou, zatímco Bedřich mu přiznal její držení. S dohodami v Kníně byl pravděpodobně spojen i Konrádův titul markraběte (císařská kancelář tituluje Konráda jako markraběte mezi léty 1186–1189). S přijetím titulu tak bylo spojeno i uznání mocenského primátu pražského knížete. Na oplátku Konrád obdržel záruky nástupnictví po Bedřichově smrti.
| „         | Léta od vtělení Páně 1186 dodala hrůza často jmenovanému Konrádovi na rozumu, a když viděl, že nemůže klást odpor knížeti Bedřichovi a Čechům, přišel k němu za prostřednictvím dobrých lidí do knína a stali se od té doby přáteli a zůstali jimi i na potom. | “ |
| — Jarloch | |   |

## Český kníže
Po smrti knížete Bedřicha (25. března 1189) se vlády (patrně na základu dohod z Knína) a se souhlasem českých předáků ujal Konrád II. Ota. Čechy a Morava se tak spojily do jednoho státního celku, protože novopečený kníže rezignoval na titul markraběte moravského. 

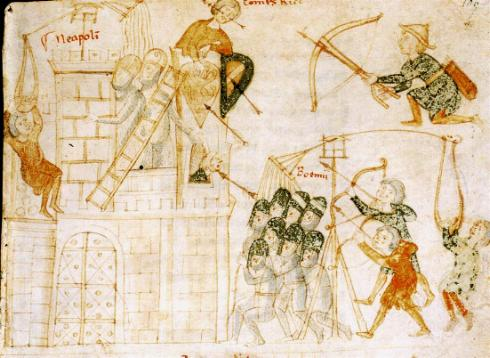
Obléhání Neapole na iluminaci od Petra z Ebula (Češi v pravém dolním rohu)

To vše se stalo se souhlasem císaře. Během své vlády se kníže choval smířlivě k ostatním členům dynastie. Ti, kteří uprchli během rozbrojů ze země, se nyní mohli bez obav vrátit. Chladné vztahy přetrvávaly pouze mezi Konrádem Otou a Přemyslem. Konrád Ota neusiloval o předání trůnu dědicům, protože jeho manželství s Hellichou z Wittelsbachu zůstalo bezdětné. V roce 1190 společně se svou matkou Marií založil premonstrátský klášter v Louce u Znojma.
Od samého počátku své vlády v knížectví se Konrád Ota aktivně zapojil do politiky v říši. Například roku 1189 vyrazil na popud císařova syna Jindřicha do Míšeňska, kde došlo ke sporům mezi zde panujícími Wettiny. V zimě roku 1190 se s velmi početným českým oddílem zapojil do císařské korunovační jízdy Jindřicha VI., nástupce Fridricha I. Barbarossy. Toto tažení se mu stalo osudným. Stal se jednou z obětí moru, který vypukl v Jindřichově táboře nedaleko Neapole, kterou se císařští marně pokoušeli dobýt.
| „         | Císař Jindřich také, když se mu zprvu po korunovačním pomazání dařilo, oblehl konečně Neapol, což jej zaměstnalo na delší dobu, a ztratil mnohé ze svých knížat, totiž kolínského arcibiskupa a českého knížete Otu a mnohé jiné... | “ |
| — Ansbert | |   |

Měkké části Konrádova těla byly pochovány v benediktinském klášteře v Monte Cassino, kosti byly později převezeny do Prahy.
Před svým odjezdem do Itálie uspořádal Konrád II. Ota nástupnické poměry v českém státě. Poté, co do Čech dorazila zpráva o jeho skonu, byl bez problémů nastolen jím určený kandidát, nejmladší syn Soběslava I., kníže Václav II. Přestože Konrád Ota zastával knížecí hodnost pouhé dva roky, patří k nejvýznamnějším vládcům z přemyslovské dynastie ve 12. století. Mnozí historici mu přiznávají zásluhy za sjednocení státu a upevnění jeho právních základů, navzdory tomu, že mu vyčítají přílišnou ctižádostivost a občasné nečestné jednání.

## Statuta Konráda Oty
Nejvýznamnějším panovnickým činem knížete bylo vydání Statutu Konráda Oty, nejstaršího českého zákoníku, který byl vyhlášen roku 1189 na sněmu velmožů v Sadské u Nymburka. Hlavním cílem tohoto kroku byla kodifikace zvykového (nepsaného) práva, především z trestní oblasti. Důležitým ustanovením bylo také uzákonění dědičnosti lén.
Přestože se nedochovaly originály těchto dokumentů, pouze opisy (nejstarší z let 1222), nemají historici pochyby o jejich pravosti. Diskuse se ale vede o to, zda byly vydány výhradně pro Moravu (které se týkají dochované exempláře) nebo pro celý český stát.

## Smrt
Zemřel na mor v Neapoli, kvůli transportu ostatků musel být posmrtně uvařen, a až poté mohly být jeho ostatky transportovány do Čech.